# Solovecki kamen, Sankt Peterburg
Solovecki kamen je spomenik žrtvam politične represije v Sovjetski zvezi in tistim, ki so se borili in se borijo za svobodo. Stoji na trgu Troicka (Sv. Trojice) v Sankt Peterburgu, v bližini več drugih zgradb, ki so neposredno povezane s politično represijo v sovjetski dobi – Hiša carskih političnih zapornikov, zapor in nekropola Petropavlovske trdnjave in Bolšoj dom ali sedež NKVD, tako v mestu kot v okolici Leningrajske oblasti. Danes kamen služi tudi kot žarišče za spominske dogodke in srečanja, povezane z aktualnimi vprašanji človekovih pravic.
Spomenik je sestavljen iz velikega kamna, ki so ga prinesli s Soloveckih otokov v Belem morju, kjer so leta 1923 odprli zaporniško taborišče Solovecki. Taborišče je bilo maligna celica, ki je po Solženicinovi metafori metastaziral, da bi ustvaril celotno mrežo taborišč za prisilno delo Gulag. Kamen je primeren simbol Gulaga in s tem povezanih praks političnega terorja. Za nastankom spomenika je bilo društvo Memorial v Peterburgu. Zasnovala sta ga Julij Ribakov in Jevgenij Uhnaljov, oba politična zapornika v času Sovjetske zveze.

## Oblikovanje in simbolika
Spomenik obsega Solovecki kamen, masivno granitno ploščo s Soloveckih otokov, kjer je v 20. in 30. letih 20. stoletja delovalo koncentracijsko taborišče Solovecki. Pomanjševalno ime zaporniškega taborišča "Solovki" je v ruščini postalo okrajšava za kaznovalno mrežo taborišč, v katerih je bilo v 1920-ih že več kot 100.000 zapornikov. Ocenjujejo, da je med 1930-imi in 1950-imi število ljudi, ki so šli skozi Gulag (kot je pozneje postalo znano), doseglo 18 milijonov, od tega jih je najmanj 1.500.000 umrlo v taboriščih. Gulag je travmatiziral prebivalstvo in imel trajen vpliv na več generacij; pustil je pečat na številnih vidikih družbe in kulture.
Granitna plošča je bila izbrana med balvani v bližini Savvatiyev Skethe (puščavnice), v kateri so v 1920-ih bivali politični zaporniki. Tam so 19. decembra 1923 stražarji in posebni strelski vod streljali in ubili protestirajoče ujetnike. Pokol je zaznamoval novo stopnjo v represivnih ukrepih, ki jih je izvajal sovjetski režim in postavil pomemben precedens za odpor. Nekateri viri trdijo, da je bil kamen odvzet z gore Sekirna, hriba v bližini mesta Skethe. Voznesenski skit (puščavnica) na gori Sekirna je bil uporabljen kot kazenski blok in usmrtitveno dvorišče.
Solovecki kamen kot artefakt iz pravega kraja, ki ohranja stik z »duhom naših prednikov«, simbolizira predkrščansko idejo o kontinuiteti in dednosti obstoja. . Njegovo oblikovalsko zasnovo mu groba estetika kamna daje »hrbtenico osebnosti, ki vzdrži kljub soočenju z brezličnim zlom«.
Zasnova spomenika je minimalistična in ima nereligiozen, posvetni značaj. Ima surovo granitno ploščo, visoko 1,7 m, nameščeno na kvadratni granitni podstavek (0,35 m × 2,35 m × 2,3 m), sama temelji na betonskem nasipu, obdanem z granitnimi podlagami. 0,2 m visoko. Robovi so usmerjeni na štiri kardinalne točke kompasa. Z določenega zornega kota kamen spominja na slona, kar v ruščini (слон - slon) zveni kot okrajšava S.L.O.N. [Соловецкий лагерь особого назначения], uradni naziv »tabora za posebne namene Solovecki«.

## Napisi in lega
Svoj pomen spomenik posreduje tudi z napisi na podstavku.
Severna stran se glasi: »Ujetnikom Gulaga« [Узникам ГУЛАГа]; na zahodni steni piše: »Tistim, ki se borijo za svobodo« [Борцам за свободу]; na vzhodni strani pa piše »Žrtvam komunističnega terorja«. Južna stena nosi besede iz dolge pesmi Ane Ahmatove Requiem: »Vse bi jih rad spomnil po imenu«. Na spomeniku ni naštetih imen, ker še niso znane vse žrtve. Julij Ribakov, eden od oblikovalcev, meni, da je zahodni napis najpomembnejši, saj ne spominja le na žrtve, ampak tudi na vse, ki so se borili proti represivnemu sistemu. Črte na vzhodni strani izrecno imenujejo odgovorne za teror, kar je redkost med podobnimi spomeniki v Rusiji. Neposredna omemba komunizma kot vzroka za to katastrofo, meni zgodovinar Aleksander Etkind, naredi spomenik univerzalnega pomena. Besedilo o Soloveckem kamnu nič ne pove o njegovem ozadju. Njegovi avtorji menijo, da bi to moralo vzbuditi zanimanje mimoidočih in jih spodbuditi, da bi izvedeli več.
Spomenik je posvečen vsem, ki jih je komunistični režim »ustrelil, aretiral, izgnal, prepovedal, zlomil - katerih grobovi so izgubljeni in usoda ni znana«. Spominsko društvo v Sankt Peterburgu, ki je začelo in sponzoriralo nastanek spomenika, je ponudilo naslednji opis njegovega pomena:
<quote> »Ta spomenik je darilo mestu ob njegovi 300-letnici od nekdanjih političnih zapornikov, ki cenijo svobodo in človeško dostojanstvo bolj kot osebno varnost in blaginjo. Solovecki kamen na Troickem trgu je simbol svobodnih družbenih misli, političnih in državljanskih svoboščin.Ta spomenik izkazuje spoštovanje vsem žrtvam nesmiselnega terorja, spominja na naše sodržavljane, trpeče politične represije, časti tistim, ki so se med zmagoslavno surovostjo borili za človeško dostojanstvo in niso podlegli zlu, ohranjajo notranjo osebno svobodo in ostali človek v nečloveškem svetu. Ta spomenik kaže, kako močan posameznik lahko premaga totalitarni režim, zavrača nasilje in ksenofobijo. Živimo v nestabilni državi, ki ne more varovati naših pravic in svobode. Zato naj ta kamen služi naši svobodi.« </quote>
- Troicki trg: Solovecki kamen, Petropavlovska trdnjava in cerkev
- Troicki trg: Solovecki kamen, hiša carskih političnih zapornikov
- Troicki trg: Solovecki kamen, Muzej politične zgodovine
- Troicki trg: Solovecki kamen, kapela sv. Trojice

Sama lokacija Solovecki kamna je pomembna.
Stanovanjski dom »nekdanjih političnih zapornikov« (FPCRH), ki stoji pred spomenikom, je zgradila sovjetska vlada v zgodnjih 1930-ih. Namenjen je bil revolucionarjem in političnim aktivistom, ki jih je preganjala državna policija v cesarski Rusiji. Ironično je, da so številni prebivalci FPCRH postali žrtve velikega terorja v letih 1937–1938. Med oktobrsko revolucijo leta 1917 so v stavbah Muzeja politične zgodovine Rusije (Sankt Peterburg) severno od Troitskega trga bile boljševiške oblasti, ki so kasneje vodile državni udar in sprožile državni teror. Na Marsovem polju čez Nevo je spominska nekropola, posvečena revolucionarjem iz leta 1917. Ta bližina je nazorna ponazoritev, po mnenju zgodovinarke Zuzanne Bogumil, kako »revolucija požira svoje otroke«. Čez Nevo na vzhodu je Bolšoj dom. Sedež NKVD je bil zgrajen v 1930-ih: danes je v njem njegova naslednica, FSB. Na zahodu Troicki trg meji na Petropavlovsko trdnjavo, kjer se je že od carskih časov bastijon Trubeck uporabljal kot politični zapor. Po revoluciji je sovjetska vlada tukaj zapirala politične zapornike in kasneje je postalo prvo mesto velikega terorja. Leta 2007 so pod Golovkinovim bastijonom trdnjave odkrili množično grobišče. V njem so bila trupla žrtev rdečega terorja, morda celo štirih velikih vojvod Rusije. Leta 2003 je bila zgrajena kapela Svete Trojice severovzhodno od Soloveckega kamna in označuje lokacijo cerkve Stare Trojice. Cerkev je bila porušena leta 1933 med protiversko kampanjo sovjetske vlade.
Poleg tega je Troicki trg najstarejše upravno središče Sankt Peterburga. Peter Veliki, spominja Zuzanna Bogumil, je ustanovil mesto in zapovedal, da se razvija, ne glede na človeško ceno. Zato Solovecki kamen tudi pooseblja problem nečloveškega ravnanja z ljudmi skozi rusko zgodovino.

## Javne aktivnosti in odzivi
Vsako leto 5. septembra v bližini Solovecki kamna poteka slovesnost spomina in žalovanja za žrtve »politične represije in rdečega terorja« v Sovjetski Rusiji. Med drugimi letnimi demonstracijami je »Obnovitev imen«, ko se glasno prebere imena žrtev politične represije v Sovjetski Rusiji. Solovecki kamen je postal tudi središče javnih zbiranj, posvečenih žrtvam političnega terorja, spominskim datumom v zgodovini Rusije, pobudam za človekove pravice ter proti nasilju in ksenofobiji. Ana Politkovska, Natalija Estemirova, Stanislav Markelov in Anastasia Baburova, Aleksej Devotčenko,[60] Natalja Gorbanevska, Valerija Novodvorska, Boris Nemcov, Vladimir Bukovski in drugi so bili tukaj obeleženi.
Prva sobota v juniju je dan spomina na žrtve petrograjskih in leningrajskih zaporov; poteka v bližini Solovecki kamna, čemur so v začetku avgusta sledila zborovanja ob začetku velikega terorja. 17. decembra, ob obletnici uveljavitve Stalinovega kazenskega zakona iz leta 1933 proti homoseksualcem, LGBT aktivisti položijo cvetlične poklone na podstavek spomenika. Protesti običajno potekajo vsako leto 20. decembra, na »Dan delavcev tajne policije«. Tukaj so potekala tudi zborovanja v podporo obtoženim v zadevi Bolotna trg, zadevi Mreža in drugim zatiranim.
Solovecki kamen v Sankt Peterburgu je bil večkrat vandaliziran. V nekaj mesecih po inavguraciji so ga prelili s kljukastimi križi in komentarji, kot so »ni bilo ubitih dovolj«, »sužnji« itd. Napadi so se ponovili v letih 2003, 2007, 2012 in 2013. Leta 2013 je bilo prvič postavljeno vprašanje odgovornosti za stanje spomenika. Nazadnje je peterburški varuh človekovih pravic Aleksander Šišlov zahteval pojasnitev statusa spomenika. Leta 2015 so tradicionalni decembrski spominski dan zmotili ljudje, ki so korakali pod portreti Adolfa Hitlerja. Niti mestna uprava niti lokalna policija nista posredovali in aktivisti za človekove pravice so ugotovili, da je bil pohod provokacija mestnih oblasti. Leta 2018 je državljansko iniciativo Zadnji naslov in Solovecki kamen javno kritiziral nacionalist Aleksandr Mohnatkin. 30. oktobra 2018 je župan mesta Aleksander Beglov položil cvetje k spomeniku.